# Pulsatrix melanota
Pulsatrix melanota là một loài chim trong họ Strigidae.